# Гілфорд (Нью-Гемпшир)
Гілфорд (англ. Gilford) — місто (англ. town) в США, в окрузі Белкнеп штату Нью-Гемпшир. Населення — 7699 осіб (2020).

## Демографія
Згідно з переписом 2010 року, у місті мешкало 7126 осіб у 3007 домогосподарствах у складі 2085 родин. Було 5111 помешкання
Расовий склад населення:
| - 97,8 % — білих - 0,7 % — азіатів - 0,3 % — чорних або афроамериканців - 0,1 % — корінних американців |

До двох чи більше рас належало 0,9 %. Частка іспаномовних становила 1,3 % від усіх жителів.
За віковим діапазоном населення розподілялося таким чином: 20,9 % — особи молодші 18 років, 60,0 % — особи у віці 18—64 років, 19,1 % — особи у віці 65 років та старші. Медіана віку мешканця становила 47,9 року. На 100 осіб жіночої статі у місті припадало 94,5 чоловіків;  на 100 жінок у віці від 18 років та старших — 92,9 чоловіків також старших 18 років.
Середній дохід на одне домашнє господарство  становив 105 550 доларів США (медіана — 73 660), а середній дохід на одну сім'ю — 133 716 доларів (медіана — 92 596). Медіана доходів становила 59 898 доларів для чоловіків та 37 392 долари для жінок. За межею бідності перебувало 7,9 % осіб, у тому числі 20,1 % дітей у віці до 18 років та 4,5 % осіб у віці 65 років та старших.
Цивільне працевлаштоване населення становило 3704 особи. Основні галузі зайнятості: освіта, охорона здоров'я та соціальна допомога — 31,2 %, роздрібна торгівля — 14,6 %, науковці, спеціалісти, менеджери — 9,2 %, мистецтво, розваги та відпочинок — 9,2 %.